# ベラヤ・ゴラ
ベラヤ・ゴラ (ロシア語: Белая Гора; サハ語: Үрүҥ хайа)とは、ロシア連邦サハ共和国アビー地区にある町。同地区の中心地である。人口は2,074人（2017年）。1974年設立。